# Tonfa

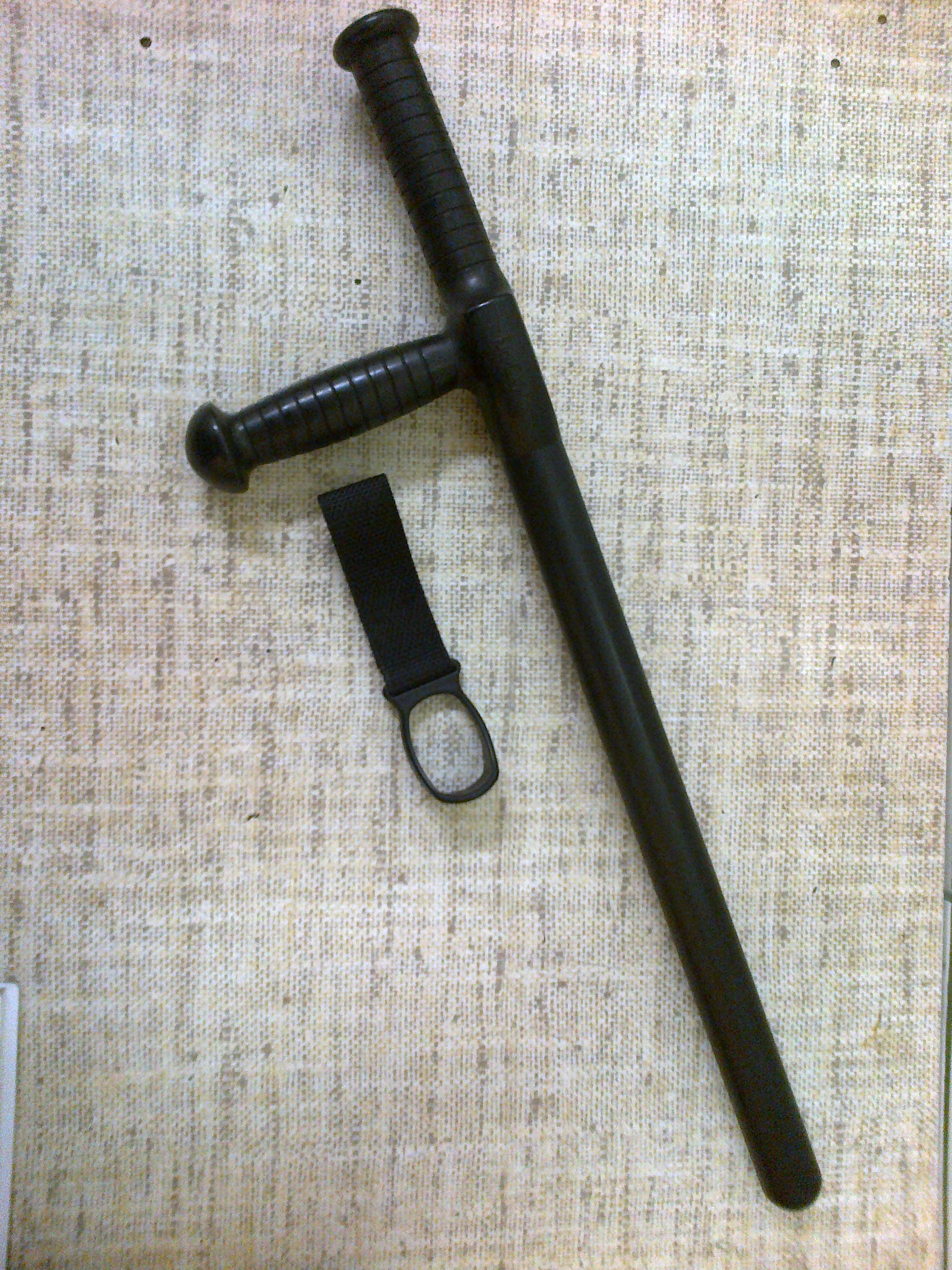
Tonfa używana przez polskie służby porządkowe wraz z uchwytem

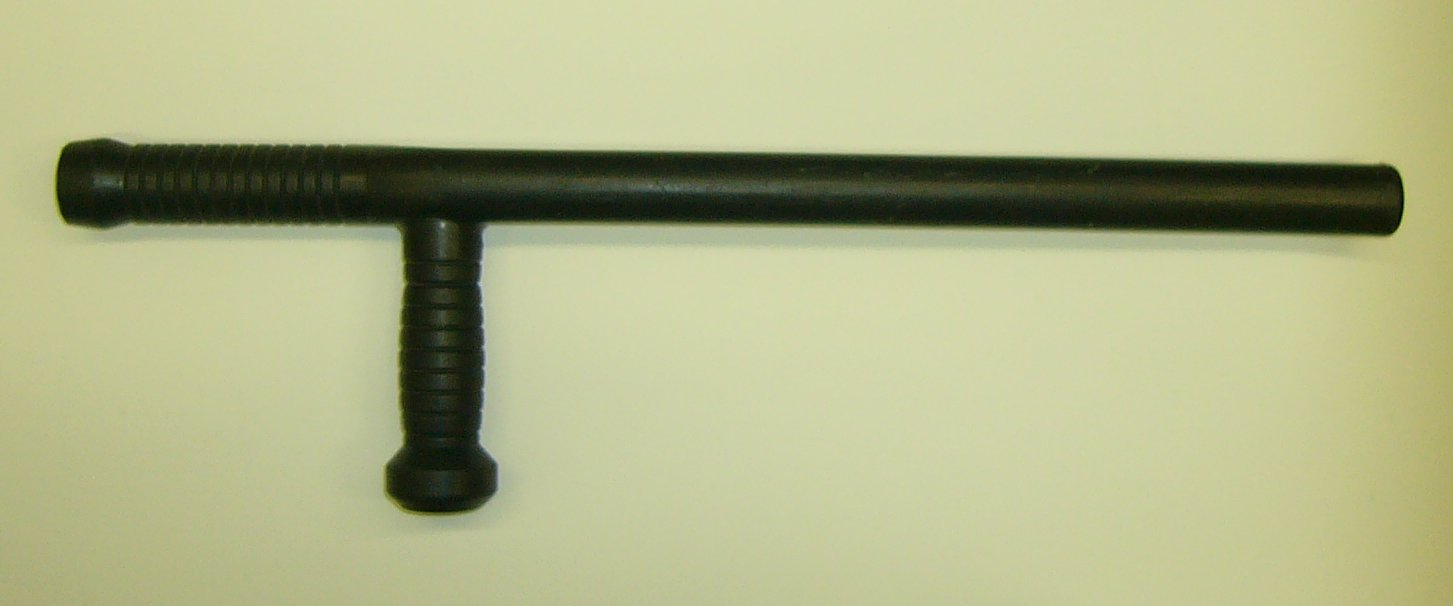
Tonfa używana przez niemiecką policję

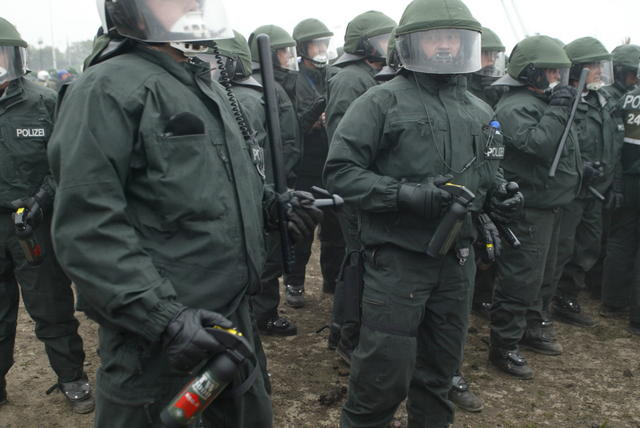
Policjanci wyposażeni w tonfy i gaz pieprzowy

Tonfa (pałka wielofunkcyjna typu tonfa) – rodzaj broni obuchowej, pałki z poprzecznym uchwytem z boku, cechujący się dużą wszechstronnością i łatwością użycia, używany tradycyjnie we wschodnich sztukach walki, obecnie wprowadzony do wyposażenia jednostek policji i pracowników ochrony.

## Historia
Pierwsze informacje o użyciu tonfy sięgają XVII wieku i pochodzą z Okinawy. Pierwowzorem tego oryginalnego przyrządu był zwykły drewniany uchwyt, mocowany w otworze w kamieniu młyńskim do mielenia ziarna. Z czasem do treningu zaczęto używać broni o długości 45 cm, wyprofilowanej z drzewa dębowego. W okinawańskim Kobudō stosuje się dwie tonfy, gdzie jedna zazwyczaj służy do blokowania, a druga do atakowania. Inne sztuki walki zaadaptowały techniki tonfy w ramach swoich technik, modyfikując je. W Việt Võ Đạo odpowiednik tonfy nosi nazwę Moc Can. Techniki podstawowe niewiele różnią się od pierwowzoru, inne natomiast są kata i taktyka walki. Uniwersalność tonfy została wykorzystana w policji (kilka innych tradycyjnych broni także znalazło zastosowanie w pracy służb mundurowych, m.in. tambo, yawara). Tonfa, której używa się obecnie w służbach mundurowych, różni się od swojego pierwowzoru wielkością, ciężarem oraz tym, że w prewencji stosuje się tylko jeden przyrząd. Tak więc taktyką walki i niektórymi technikami różnią się od siebie.

## Techniki użycia
Tonfa może być używana zarówno w obronie, jak i w ataku. Poprawnie trzymana jest niezastąpiona do blokowania nawet bardzo mocnych uderzeń, inny chwyt umożliwia obezwładnienie napastnika uzbrojonego w np. nóż. Opracowano wiele chwytów obezwładniających, tzw. "dźwigni", powszechnie wykorzystywanych przez służby mundurowe.
W ataku tonfą można uderzać na różne sposoby lub kłuć.
Tonfę ze względu na jej budowę można używać na kilka sposobów: uderzenia trzema końcami, dźwignię czy duszenia poprzez naciski przyrządem.
Ogólnie posługiwanie się tonfą policyjną można podzielić na kilka grup technik
- pchnięcia;
- techniki zamachowe;
- techniki blokowania;
- techniki interwencyjne (dźwignie, duszenia, trzymania);
- obrony przed chwytami;
- obrony przed uderzeniami.

Współcześnie sztukę walki tonfą ćwiczy się w ramach treningu uzupełniającego w karate, oraz jako jedno z podstawowych narzędzi kobudō.

### Łatwość
Garda jest naturalna, poruszanie się łatwe, oparte na odruchach, łatwo przyswajalne przez osoby niećwiczące sztuk walki.

### Efektywność
Ćwiczący musi być od razu efektywny w realnej walce: na ulicy efektywność jest ważniejsza niż estetyka.

### Bezpieczeństwo
Należy trzymać odpowiednią gardę i przemieszczać się w czasie blokowania. Nawet podczas bójki uderzenia nie dosięgną punktów witalnych bez naruszenia fizycznej integralności atakującego.

### Etyczność (deontologia)
Celem technik nie jest zabicie przeciwnika, ale jego kontrola na ziemi i neutralizacja. Naucza się respektowania prawa w samoobronie i etyki zawodowej.